# معاهدة فيينا (1738)

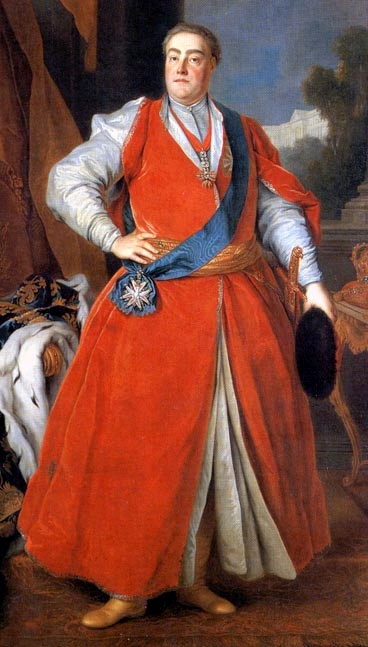

تم التوقيع على معاهدة فيينا في 18 نوفمبر 1738، كانت من أواخر المعاهدات التي كُتبت باللغة اللاتينية (بجانب معاهدة بلجراد في العام التالي) وأنهت حرب الخلافة البولندية. شملت شروط المعاهدة تخلى ستانيسلاف ليزينسكي عن مطالبته بعرش بولندا واعترافه بأوغسطس الثالث دوق ساكسونيا. بحيث حصل بدلًا من ذلك على دوقية لورين وبار كتعويض والتي تنقل إلى فرنسا عند وفاته. في 1766. بينما عوض فرنسوا ستيفان، الذي كان دوق لورين، بحكم دوقية توسكانا الكبرى الذي كان شاغراً منذ وفاة آخر دوقات آل ميديشي في 1737. وافقت فرنسا على المرسوم العملي لعام 1713 في معاهدة فيينا. في حكم آخر من المعاهدة، تم التنازل عن مملكتي نابولي وصقلية من النمسا إلى الدوق كارلو دوق بارما وبياتشنزا، وهو الابن الأصغر للملك فيليب الخامس ملك إسبانيا. بينما يتنازل كارلو في المقابل عن بارما إلى النمسا ويتخلى عن مطالبه بعرش توسكانا لصالح فرانسوا ستيفان.
1. 1 2  Lindsay, J. O. (1957) The New Cambridge Modern History Cambridge University Press, Cambridge, England, page 205, ISBN 0-521-04545-2 نسخة محفوظة 22 مارس 2017 على موقع واي باك مشين.